# إيمانويلا سالوبيك
إيمانويلا سالوبيك (بالكرواتية: Emanuela Salopek) مواليد 18 أبريل 1987 في نيش، جمهورية يوغوسلافيا الاشتراكية الاتحادية، هي لاعبة كرة سلة كرواتية. بدأت مسيرتها الاحترافية في سنة 2005. مثلت منتخب بلادها. شاركت في دورة الألعاب الأولمبية الصيفية سنة 2012.

## المسيرة الاحترافية
لعبت مع نادي غوسبيتش لكرة السلة للسيدات من سنة 2007 إلى 2010، ثم لعبت مع نادي شيبينيك لكرة السلة للسيدات في موسم 2010–2011، ثم لعبت مع نادي نوفي زغرب لكرة السلة في موسم 2011–2012، ثم لعبت مع نادي غوسبيتش لكرة السلة للسيدات في موسم 2012–2013.

## روابط خارجية
- إيمانويلا سالوبيك على موقع الاتحاد الدولي لكرة السلة (الإنجليزية)
- إيمانويلا سالوبيك على موقع كرة السلة الأوروبية.كوم (الإنجليزية)
- إيمانويلا سالوبيك على موقع بروبوليرز (الإنجليزية)
- إيمانويلا سالوبيك على موقع سبورتس رفرنس (الإنجليزية)
- إيمانويلا سالوبيك على موقع أوليمبيديا (الإنجليزية)